# Chemnitz-Kaßberg
Der Kaßberg (ˈkăsˌbɛʁɡ̥) ist der bevölkerungsreichste Stadtteil von Chemnitz und zählt zu den größten Gründerzeit- und Jugendstilvierteln Deutschlands. Er befindet sich in der Nähe des Flusses Chemnitz, westlich des Stadtzentrums, am höchsten Punkt rund 30 Meter über dem Niveau der Innenstadt.

## Geschichte

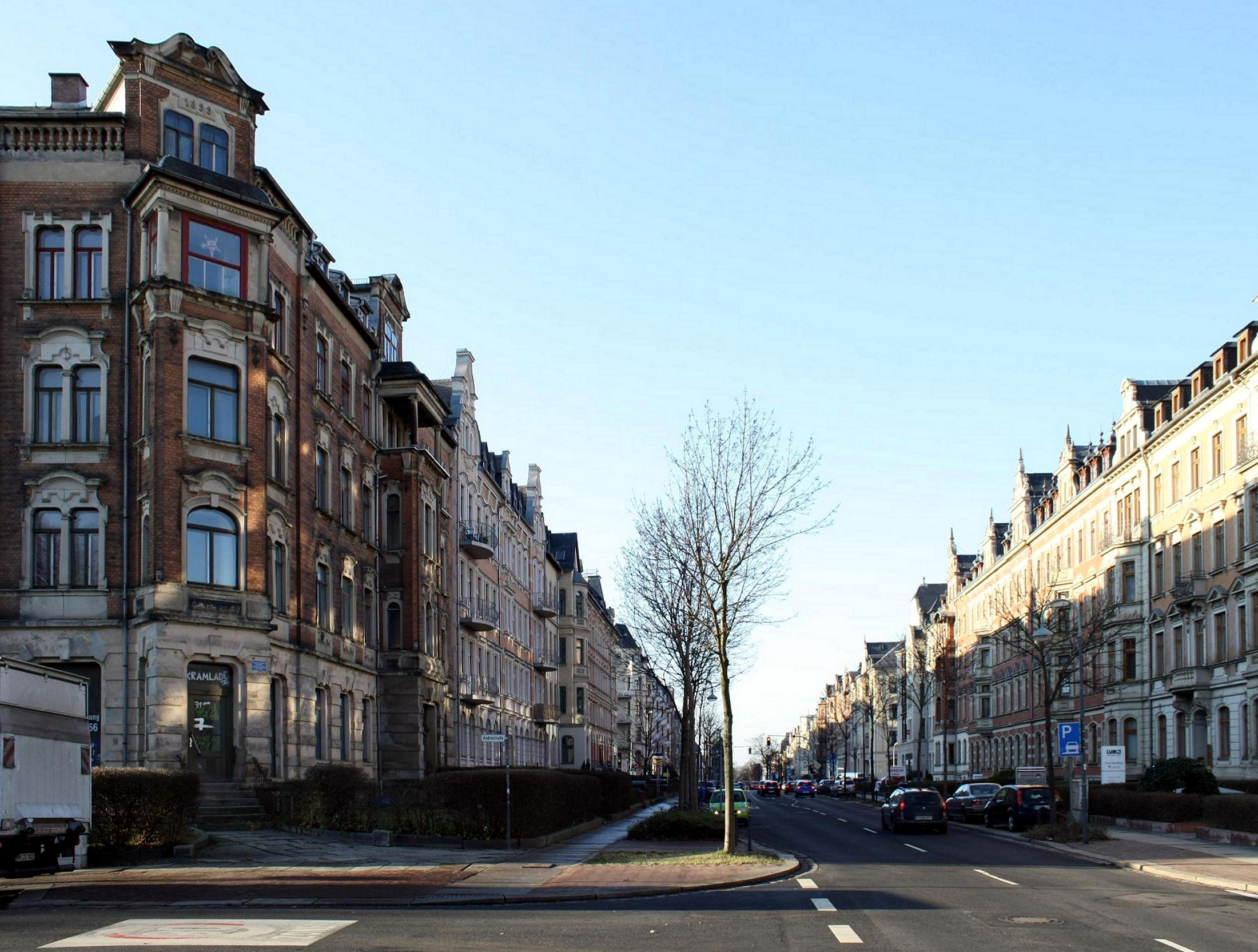
Blick in die Weststraße

Reich geschmückte Fassade der sog. Majolikahäuser (1897/98)

Luftaufnahme des Kaßbergs

Bis Mitte des 19. Jahrhunderts war der damalige Katzberg nur an seinen Rändern besiedelt. Doch bereits seit Beginn des 16. Jahrhunderts wurden Gewölbekeller in den Fels geschlagen, um das in Chemnitz gebraute Bier zu lagern. Im Laufe der Jahrhunderte entstand so ein weit verzweigtes Netz von Kellergängen; Teile davon können heute in Führungen besichtigt werden.
Erst 1855 errichtete der Chemnitzer Lehrer Johann Friedrich Stahlknecht das erste Haus auf dem Kaßberg (auf einem Grundstück, das an die später so benannte Hohe Straße grenzte). Da das Gebiet zu dieser Zeit noch recht unerschlossen war, galt diese Entscheidung als waghalsig, weshalb das Haus von seinem Erbauer mit der vierfachen Aufschrift „Ich hab’s gewagt“ versehen wurde. In der Folge berichtete Stahlknecht in verschiedenen Artikeln einer Chemnitzer Tageszeitung von den Vorzügen seiner Wohnlage und warb so neue Bauherren.
Mit der zunehmenden Industrialisierung kamen auch Erschließung und Bebauung des Kaßbergs voran. Die Höhen des Bergs galten bald als bevorzugte Wohngegend, vor allem wegen der im Vergleich zum Rest der Stadt weniger stark verschmutzten Luft. Charakteristisch für das vornehmlich zwischen 1870 und 1930 bebaute Areal von ca. zwei Quadratkilometern Fläche ist das orthogonale Netz von Straßen, das der Topografie angepasst wurde, indem man die Straßen parallel oder rechtwinklig zum Hanggefälle anlegte. Kaiser-, Stephan-, Wieland- und Andréplatz wurden als Grünflächen in das Straßennetz eingefügt. An den Rändern des Kaßbergs firmierten Chemnitzer Unternehmen, so die Sächsische Maschinenfabrik (vorm. Richard Hartmann), die Maschinenfabriken Germania (vorm. J. S. Schwalbe & Sohn), Union und C. G. Haubold, die Tresorfabrik Baum, die Presto-Werke, die Textilfabrik der Brüder Goeritz u. a. m. Die Stadtverwaltung selbst errichtete hier zahlreiche Bauten: das Königliche Amts- und Landesgericht, die Königliche Steuerbehörde, die Kaiserliche Oberpostdirektion, die Königliche Gefangenenanstalt, das Königliche Gymnasium, die Oberrealschule etc.
Das 1902 eröffnete Central-Theater Chemnitz an der Zwickauer Straße war bis zu seiner Zerstörung im Jahr 1945 eine wichtige Bühne vor allem für das Varietétheater.
Das 1876/77 errichtete ehemalige Kaßberg-Gefängnis war gemessen an der Anzahl der Haftplätze die größte Untersuchungshaftanstalt des Ministeriums für Staatssicherheit in der DDR und von 1966/67 bis 1989 zentraler Abwicklungsort des Häftlingsfreikaufs aufseiten des ostdeutschen Regimes. Zuvor hatte der Gebäudekomplex der sowjetischen Geheimpolizei NKWD/MGB als Haftort gedient. In der Zeit des Nationalsozialismus waren in dem Gebäudekomplex Angehörige unterschiedlicher Verfolgtengruppen eingesperrt. Heute erinnert die Gedenkstätte Lern- und Gedenkort Kaßberg-Gefängnis mit einer Dauerausstellung und Bildungsangeboten im früheren Hafttrakt B an die Geschichte des Ortes.
Der Kaßberg ist seit Februar 1991 als Flächendenkmal geschützt, darin eingeschlossen ca. 480 Bauwerke, überwiegend mehrgeschossige Wohnhäuser, städtische Verwaltungs- und Schulgebäude des Historismus, des Jugendstils und der Neuen Sachlichkeit.

## Jüdische Geschichte

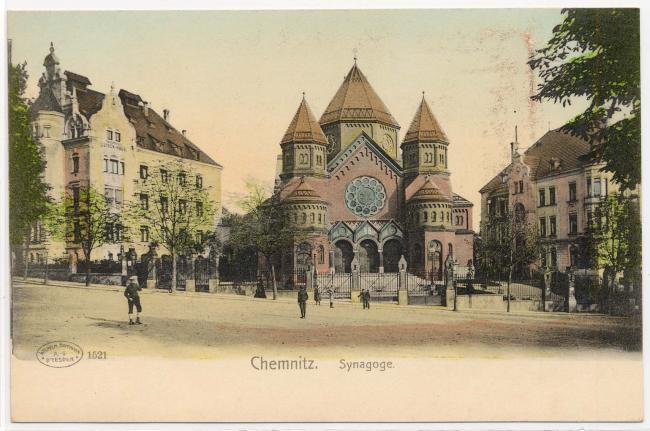
Die Synagoge am Stephanplatz nach einer Ansichtskarte um 1900

Die Alte Synagoge wurde 1897 bis 1899 nach Entwürfen des Architekten Wenzel Bürger erbaut und in der Reichspogromnacht in Brand gesteckt, befand sich bis zu ihrem durch die Nationalsozialisten erzwungenen Abriss im Jahr 1939 am Stephanplatz.

## Verkehr
Der Kaßberg wird durch die Buslinien 31, 32, 62, 72 und 82 sowie N17 des Nachtnetzes erschlossen, die Linie 1 der Chemnitzer Stadtbahn tangiert den Kaßberg an dessen südlicher Stadtteilgrenze.

## Sehenswürdigkeiten

Evangelisch-methodistische Friedenskirche

- Evangelisch-methodistische Friedenskirche
- Selbstständig-lutherische Dreieinigkeitskirche

## Persönlichkeiten, die auf dem Kaßberg gelebt haben
- Adolf Ferdinand Weinhold (* 1841; † 1917), Physiker und Chemiker
- Margarethe Pfaff (* 1863; † 1946), Textilkünstlerin, Kunstgewerblerin, Malerin, Grafikerin
- Herbert Eugen Esche (* 1874; † 1962), Textilunternehmer
- Fred Otto (* 1883; † 1944), Architekt
- Helmut Flieg alias Stefan Heym (* 1913; † 2001), Schriftsteller
- Rudolf Leder alias Stephan Hermlin (* 1915; † 1997), Schriftsteller
- Lothar-Günther Buchheim (* 1918; † 2007), Maler, Fotograf und Verleger
- Marianne Brandt (* 1893; † 1983), Designerin
- Martha Schrag (* 1870; † 1957), Malerin und Graphikerin
- Hanna Klose-Greger (* 1892; † 1973), Schriftstellerin
- Otto Th. W. Stein (* 1877; † 1958), Zeichner und Maler
- Fritz Heckert (* 1884; † 1936), Politiker
- Peter von Zahn (* 1913; † 2001), Journalist
- Walter Janka (* 1914; † 1994), Dramaturg und Verleger
- Alexander Gauland (* 1941), AfD-Politiker
- Bruni Löbel (* 1920; † 2006), Schauspielerin
- Rolf Schneider (* 1932), Schriftsteller
- Wolfgang Emmerich (* 1941), Literatur- und Kulturwissenschaftler
- Barbara Köhler (1959–2021), Lyrikerin und Übersetzerin
- Kerstin Hensel (* 1961), Schriftstellerin
- Minni Herzing (* 1883; † 1968), Blumenmalerin und Illustratorin
- Heinrich Gustav Beck (* 1854; † 1933), Chemnitzer Oberbürgermeister
- Patricia Holland Moritz (* 1967), Schriftstellerin
- Jan und Ina Kummer (beide AG. Geige)
- Felix Kummer und Till Kummer (beide Kraftklub als Felix und Till Brummer)
- Richard Hartmann (* 1809; † 1878), Großindustrieller und Eisenbahnpionier
- Karl Schumann (Kraftklub; zusammen mit Felix Kummer in einer Wohngemeinschaft)